# Stiliger bellulus
Stiliger bellulus är en snäckart som först beskrevs av Orgibny 1837.  Stiliger bellulus ingår i släktet Stiliger och familjen Stiligeridae. Inga underarter finns listade i Catalogue of Life.